# Robert Nisbet
Robert Alexander Nisbet (30 de setembro de 1913, Los Angeles - 9 setembro de 1996, Washington, D.C.) foi um sociólogo americano, professor da Universidade da Califórnia, Berkeley, Vice-Chanceler na Universidade da Califórnia, Riverside e tal como Albert Schweitzer professor na Universidade de Columbia

## Vida
Nisbet nasceu em Los Angeles em 1913 e foi criado numa pequena comunidade da Califórnia chamada  Maricopa, onde seu pai gerenciava uma madeireira. Seus estudos em Berkeley culminaram em um doutorado em sociologia em 1939. Sua tese foi supervisionada por  Frederick J. Teggart. Em Berkeley, "Nisbet encontrou uma poderosa defesa das instituições intermediárias no pensamento conservador da Europa do século 19. Até então Nisbet viu em pensadores como Edmund Burke e Alexis de Tocqueville - até então desconhecidos no meio acadêmico americano - um argumento em defesa do que chamou de «pluralismo conservador". E então ingressou na faculdade de Berkeley em 1939.
Após servir no Exército dos Estados Unidos durante a Segunda Guerra Mundial, quando ele estava em Saipan, no Pacífico, Nisbet fundou o Departamento de Sociologia, em Berkeley, e foi brevemente Presidente. Nisbet então deixou Berkeley em 1953 para se tornar Reitor na Universidade da Califórnia, Riverside, e mais tarde um Vice-Chanceler. Nisbet permaneceu na Universidade da Califórnia até 1972, quando ele partiu para a Universidade do Arizona em  Tucson Logo depois, ele foi nomeado para a prestigiada cadeira Albert Schweitzer, Presidente da  Universidade de Columbia.
Depois de se aposentar em Columbia, em 1978, Nisbet continuou seu trabalho acadêmico, durante oito anos na American Enterprise Institute em Washington DC. Em 1988, o presidente  Reagan pediu-lhe para entregar o Prêmio Humanitário Jefferson Lecture, patrocinado pela Fundação Nacional Humanitária.

## Ideias
O primeiro grande trabalho de Nisbet, foi "The Quest for Comunity" (Nova York: Imprensa da Universidade de Oxford, 1969), nesse trabalho ele sustentou que o individualismo na ciência social moderna negou a humanidade um importante fator em direção à comunidade, uma vez que deixou as pessoas sem a ajuda de seus companheiros na luta contra o poder centralizador do Estado nacional.
Ele é visto como seguidor de Emile Durkheim no entendimento dos modernos sistemas socioculturais e seus derivados. Frequentemente reconhecido como apoiador da política de direita, Nisbet começou sua carreira como um liberal político e passou a participar plenamente de qualquer movimento conservador.
Brad Lowell Stone escreveu uma biografia intelectual de Robert Nisbet, publicada pela Intercollegiate Studies Institute.
Nisbet também fez contribuições para a revista Chronicles magazine.
Ele tinha especial preocupação com o traçado da história e o impacto que a ideia progressista traria.

## Livros
- 1953.  The Quest for Community:  A Study in the Ethics of Order and Freedom
- 1966.  The Sociological Tradition
- 1968.  Tradition and Revolt: Historical and Sociological Essays
- 1969.  Social Change and History: Aspects of the Western Theory of Development
- 1970.  The Social Bond: An Introduction to the Study of Society
- 1971.  The Degradation of the Academic Dogma: The University in America, 1945-1970
- 1976.  Sociology as an Art Form
- 1973.  The Social Philosophers: Community and Conflict in Western Thought
- 1974.  The Sociology of Emile Durkheim
- 1975.  The Twilight of Authority
- 1980.  History of the Idea of Progress
- 1983.  Prejudices: A Philosophical Dictionary
- 1986.  The Making of Modern Society
- 1986.  Conservatism: Dream and Reality
- 1988.  Roosevelt and Stalin: The Failed Courtship
- 1988.  The Present Age: Progress and Anarchy in Modern America
- 1992.  Teachers and Scholars: A Memoir of Berkeley in Depression and War

## Artigos de Robert Nisbet
- Foreign Policy and the American Mind (1961)
- The Nemesis of Authority (1972)
- The New Despotism (1976).
- Conservatives and Libertarians: Uneasy Cousins (1980)
- Roosevelt and Stalin (I) (1986)
- Roosevelt and Stalin (II) (1986)
- Still Questing (1993)}}